# Wolfgang Amann (Wohnbauforscher)

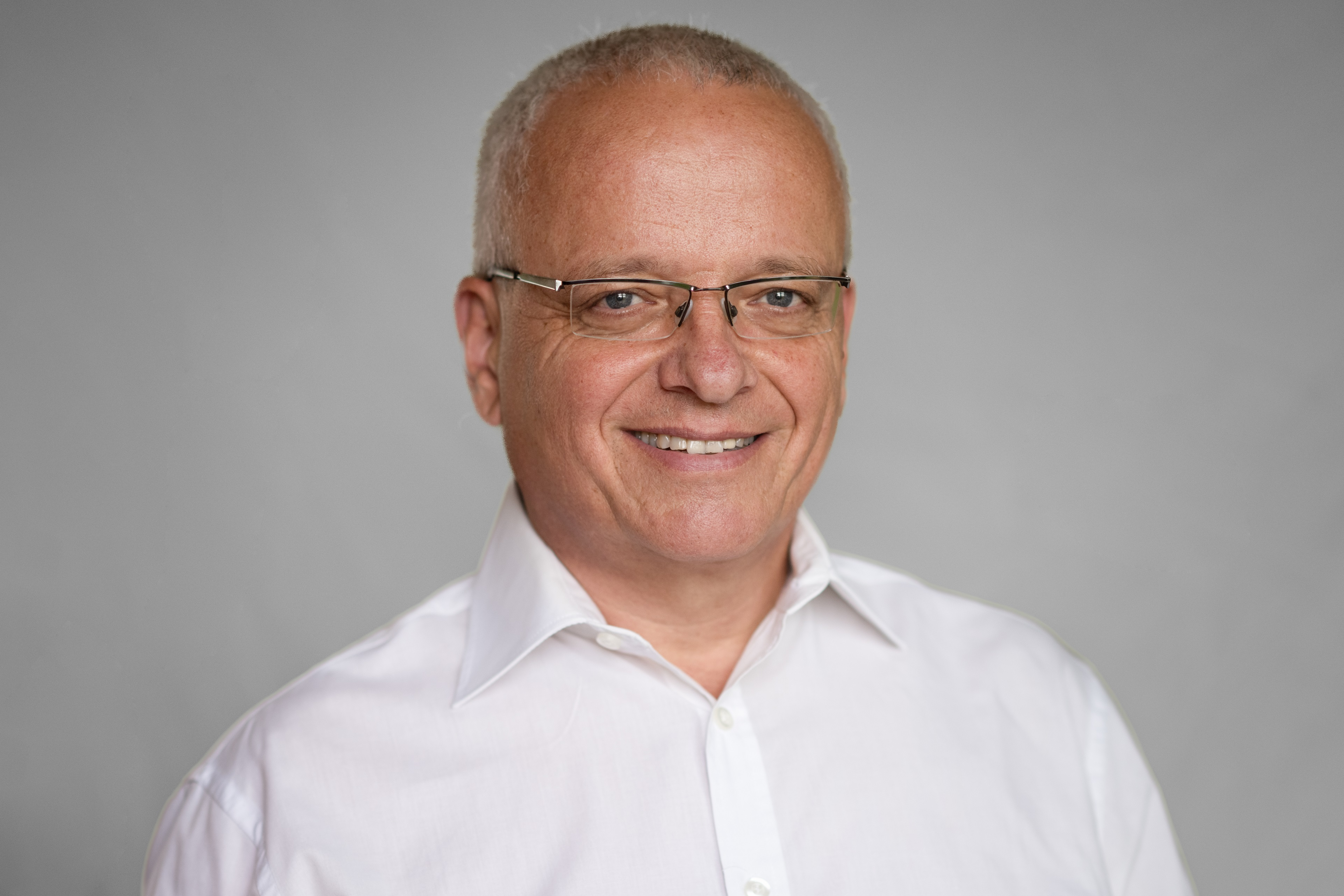
Wolfgang Amann 2023

Wolfgang Amann (* 15. August 1964 in Lustenau) ist ein österreichischer Wohnbauforscher.

## Werdegang
Wolfgang Amann wuchs in Koblach auf und maturierte 1984 am BORG Götzis. Er studierte Kunstgeschichte in Wien und Salzburg mit den Schwerpunkten Filmarchitektur und Städtebau. Das Diplomthema war 1991 Platzgruppen bei Camillo Sitte. Der Wandel der Konzeption des Künstlerischen im Städtebau um die Jahrhundertwende. Die Dissertation unter Hermann Fillitz hatte das Thema Städte- und Siedlungsbau in Wien 1945–1958.
Stationen seines beruflichen Werdegangs waren die Expo-Vienna AG in Vorbereitung einer Weltausstellung Wien-Budapest 1995 von 1989 bis 1991, die Synthesis Forschungsgesellschaft von 1991 bis 1994 und als Geschäftsführer die FGW – Forschungsgesellschaft für Wohnen, Bauen und Planen von 1997 bis 2005. Dazwischen gründete er 1994 das Büro Amann – Forschungsorientierte Dienstleistungen. Im Jahr 2000 wurde die FGW GmbH für gewerbliche Forschungsprojekte gegründet, die Amann 2005 übernahm und in IIBW – Institut für Immobilien, Bauen und Wohnen GmbH umfirmierte und bis heute (2024) betreibt.
Amann erlangte 2005 die Gewerbeberechtigung Immobilientreuhänder (ruhend). Zeitgleich wurde er allgemein beeideter und gerichtlich zertifizierter Sachverständiger im Fachgebiet Immobilien, eingeschränkt auf „Wohnbauförderung“.
Er lehrte von 2000 bis 2023 an der FH Wien, der TU Wien und der Donau-Universität Krems und betreute zahlreiche Masterthesen. 2009 wurde ihm der Titel eines FH-Dozenten an der FH Wien verliehen. 2021 wurde er Gründungsgenossenschafter und im Aufsichtsrat des Innovationslabor Renowave.

## Publikationen
- Städte- und Siedlungsbau in Wien 1945–1958. Hochschulschrift, Dissertation, Peter-Lang-Verlag, Frankfurt am Main 1999, ISBN 978-3-631-34464-4.
- Kompetenzverlagerungen im Wohnungswesen. Forschungsvorhaben mit Förderung des Bundesministeriums für Wirtschaftliche Angelegenheiten (Wohnbauforschung), FGW – Forschungsgesellschaft für Wohnen, Bauen und Planen, Wien 1999, ISBN 978-3-902047-00-7.
- mit Klaus Lugger: Österreichisches Wohnhandbuch 2013. Studienverlag. Innsbruck, Wien, Bozen 2013, ISBN 978-3-7065-5308-7.
- mit Herwig Pernsteiner und Christian Struber: Wohnbau in Österreich in europäischer Perspektive. Festschrift für Klaus Lugger. Manz-Verlag. Wien 2014, ISBN 978-3-214-03465-8.
- mit Alexis Mundt: Leistbares Wohnen – Bestandsaufnahme von monetären Leistungen für untere Einkommensgruppen zur Deckung des Wohnbedarfs. IIBW – Institut für Immobilien, Bauen und Wohnen GmbH im Auftrag des bmask – Bundesministerium für Arbeit, Soziales und Konsumentenschutz. Wien 2015. Download ohne ISBN .
- mit Robert Wieser: Stärkung der Effizienz des gemeinnützigen Sektors in Niederösterreich. IIBW – Institut für Immobilien, Bauen und Wohnen GmbH im Auftrag des Landes Niederösterreich https://www.iibw.at/de/forschungs-datenbank/159-2015-2. Wien 2015, ISBN 978-3-902818-20-1.
- mit Walter Tancsits, Alexis Mundt, Gerald Batelka u. a.: StromBIZ – Geschäftsmodelle dezentrale Stromerzeugung und Distribution. Forschungsvorhaben mit Förderung der FFG. IIBW – Institut für Immobilien, Bauen und Wohnen GmbH in Kooperation mit Hasberger_Seitz & Partner Rechtsanwälte GmbH, Energieinstitut an der Johannes Kepler Universität Linz, Gemeinnützige Bau- u. Wohnungsgenossenschaft Wien-Süd eGenmbH, EVN AG. Wien 2016. https://www.iibw.at/de/forschungs-datenbank/152-2016-1Download ohne ISBN.
- mit Klaus Lugger: Österreichisches Wohnhandbuch 2016. Studienverlag. Innsbruck, Wien, Bozen 2016, https://www.iibw.at/de/forschungs-datenbank/152-2016-1 ISBN 978-3-7065-5572-2.
- mit Sandra Jurasszovich: Third United Nations Conference on Housing and Sustainable Urban Development (HABITAT III) – National Report Austria. IIBW – Institut für Immobilien, Bauen und Wohnen GmbH in Kooperation mit einschlägigen Bundesministerien, der österreichischen Bauprodukteindustrie und gemeinnützige Bauvereinigungen in Österreich. Wien 2016.
- mit Agron Beka: Young Rental Housing Kosovo Limited Profit Housing Association – Feasibility Study. Mit Förderung der Austrian Development Agency. Wien 2017. Download ohne ISBN.
- mit Alexis Mundt: Investiver Wohnungsleerstand: a) Statistische Erfassung; b) Erhebung der Motivationslage von Wohnungseigentümern für eine Marktzuführung. IIBW – Institut für Immobilien, Bauen und Wohnen GmbH im Auftrag des Landes Vorarlberg. Wien 2018. Download ohne ISBN.
- mit Alexis Mundt: Wiener Wohnbauinitiative. A new financing vehicle for affordable housing in Vienna, Austria. In: Gerard van Bortel u.a.: Affordable Housing Governance and Finance. Routledge, Taylor & Francis. London 2018. ISBN 978-1-315-11235-0.
- Wohnbauförderung in Österreich 2017. IIBW – Institut für Immobilien, Bauen und Wohnen GmbH im Auftrag des Fachverbandes Steine-Keramik. Wien 2018, ISBN 978-3-902818-27-0.
- mit Alexis Mundt: Rahmenbedingungen und Handlungsoptionen für qualitätsvolles, dauerhaftes, leistbares und inklusives Wohnen. Teilbericht zum Sozialbericht 2019. IIBW – Institut für Immobilien, Bauen und Wohnen GmbH im Auftrag des Bundesministerium für Arbeit, Soziales, Gesundheit und Konsumentenschutz. Wien 2019. Download ohne ISBN.
- mit Astrid Kratschmann, Josef Schmidinger, Martin Weber: Forcierung der Förderungsschiene Soforteigentum in Niederösterreich. IIBW – Institut für Immobilien, Bauen und Wohnen GmbH, gefördert durch die Wohnbauforschung des Landes Niederösterreich. Wien 2019, ISBN 978-3-902818-28-7.
- mit Christian Struber: Österreichisches Wohnhandbuch 2019. (Innsbruck, Wien, Bozen: Studienverlag). Wien 2019, ISBN 978-3-7065-1791-1.
- Wohnbauförderung in Österreich 2018. IIBW – Institut für Immobilien, Bauen und Wohnen GmbH im Auftrag des Fachverbandes Steine-Keramik. Wien 2019, ISBN 978-3-902818-29-4.
- Wohnbauförderung in Österreich 2019. IIBW – Institut für Immobilien, Bauen und Wohnen GmbH im Auftrag des Fachverbandes Steine-Keramik. Wien 2020, ISBN 978-3-902818-29-4.
- Betreutes Seniorenwohnen in Wien. IIBW – Institut für Immobilien, Bauen und Wohnen GmbH im Auftrag des Landes Wien. Wien 2020. Download ohne ISBN.
- Series of articles on innovation in housing decarbonisation in Austria, Germany, Italy, Latvia, Netherlands, Spain (coordination). In: Housing Finance International, spring 2021 edition. Brussels 2021. Download ohne ISBN.
- mit Alexis Mundt: Innovation in housing decarbonisation in Austria. In: Housing Finance International, spring 2021 edition. Brussels 2021. Download ohne ISBN.
- Wohnbauförderung in Österreich 2020. IIBW – Institut für Immobilien, Bauen und Wohnen GmbH im Auftrag des Fachverbandes Steine-Keramik. Wien 2021, ISBN 978-3-902818-29-4.
- 60+ Komfortwohnen – Umsetzung. IIBW – Institut für Immobilien, Bauen und Wohnen GmbH im Auftrag des Landes Wien. Wien 2021. Download ohne ISBN.
- Wir sind sehr happy in unserer dichten Wohnmaschine. In: Der Standard Immobilien, 28.8.2021. Download ohne ISBN.
- mit Wolfgang Schieder und Alexander Storch: Monitoring-System zu Sanierungsmaßnahmen in Österreich. IIBW – Institut für Immobilien, Bauen und Wohnen GmbH in Kooperation mit dem Umweltbundesamt, im Auftrag von Verbänden der Bauprodukteindustrie. Wien 2021.
- mit Gerald Batelka u. a.: Low Tech Wohnbau – Leistbarkeit im Lebenszyklus. Pilotprojekt in Theresienfeld, Tonpfeifengasse. Forschungsvorhaben mit Förderung des Landes Niederösterreich, Arthur Krupp GmbH & IIBW – Institut für Immobilien, Bauen und Wohnen GmbH. Wien 2022. Download ohne ISBN.
- Wohnungspolitik und -wirtschaft in Österreich. Zahlen, Daten und Fakten. IIBW – Institut für Immobilien, Bauen und Wohnen GmbH im Auftrag des Bundesministeriums für Digitalisierung und Wirtschaftsstandort. Wien 2022. Download ohne ISBN.
- mit Alexis Mundt: Wohnungseigentumsförderung in Vorarlberg. IIBW – Institut für Immobilien, Bauen und Wohnen GmbH im Auftrag des Landes Vorarlberg und der Sparte Gewerbe und Handwerk der Wirtschaftskammer Vorarlberg. Wien 2022. Download ohne ISBN.
- mit Josef Wallenberger, Klaus Duda u. a.: Revitalisierung von Ortskernen über neue Förderungsschiene für Private – Pilotprojekt Langau. Forschungsvorhaben mit Förderung des Landes Niederösterreich. IIBW – Institut für Immobilien, Bauen und Wohnen GmbH & Wallenberger & Linhard Regionalberatung KG. Wien 2022. Download ohne ISBN.
- mit Christian Struber: Österreichisches Wohnhandbuch 2022. (Wien: Linde Verlag). Wien 2022, ISBN 978-3-7073-4664-0.
- Wohnbauförderung in Österreich 2021. IIBW – Institut für Immobilien, Bauen und Wohnen GmbH im Auftrag des Fachverbandes Steine-Keramik. Wien 2022, ISBN 978-3-902818-33-1.
- mit Eva Bauer, Andreas Oberhuber und Elisabeth Springler: Studie zur langfristigen Finanzierung der Wärmewende ("Klimacent"). IIBW – Institut für Immobilien, Bauen und Wohnen GmbH, Fachhochschule des BFI Wien, Umweltbundesamt, im Auftrag des BMK – Bundesministerium für Klimaschutz, Umwelt, Energie, Mobilität, Innovation und Technologie. Wien 2023. Download ohne ISBN.
- OEKO? LOGISCH! Podcast #8 „Klimaschutz und Sanieren - wie hängt das zusammen?“ mit Wolfgang Amann. Wien 19.7.2023. Download ohne ISBN.
- mit Sibylla Zech, Josef Wallenberger, Elisabeth Leitner, Elias Grinzinger, Isabel Stumfol und Alexis Mundt: Leerstand mit Aussicht – Erhebung und Reaktivierung von Leerstand im Stadt- und Ortskern. IIBW – Institut für Immobilien, Bauen und Wohnen GmbH in Kooperation mit der Technischen Universität Wien – Institut für Raumplanung u. a. im Auftrag des Bundesministeriums für Land- und Forstwirtschaft, Regionen und Wasserwirtschaft. Wien 2023. Download ohne ISBN.
- mit Renate Hammer, Peter Holzer, Susanne Hofer, Felix Wimmer, Andrea Kraft, Gudrun Buschbacher, Alexis Mundt u. a.: DECLEAR – DECarbonisierung Lindert EnergieARmut. Forschungsvorhaben mit Förderung der FFG. Programmschwerpunkt Resiliente und leistbare Raumwärme- und Warmwasserversorgung energiearmutsbetroffener Haushalte im Bestand. IBR&I – Institute of Building Research & Innovation, IIBW – Institut für Immobilien, Bauen und Wohnen GmbH. Wien 2022–2023. Download ohne ISBN.
- mit Heinrich Schuller, Alexis Mundt, Karin Fuhrmann, Ronald Setznagel, Andreas Windsperger, Harald Schweiger u. a.: Hebel zur Forcierung der Eigenheimsanierung. In Kooperation mit der ARGE Baugewerbe NÖ. Forschungsvorhaben mit Förderung des Landes Niederösterreich. IIBW – Institut für Immobilien, Bauen und Wohnen GmbH. Wien 2023. Download ohne ISBN.
- mit Guntram Preßmair, Martin May u. a.: Bewertung der Bauteilaktivierung als Option für Flexibilität im Strommarkt. IIBW – Institut für Immobilien, Bauen und Wohnen GmbH in Kooperation mit e7 energy innovation & engineering, im Auftrag des BMK – Bundesministerium für Klimaschutz, Umwelt, Energie, Mobilität, Innovation und Technologie. Wien 2023. Download ohne ISBN.
- mit Alexis Mundt, Siegmund Böhmer, Daniel Reiterer und Wolfgang Schieder: Monitoring-System zu Sanierungsmaßnahmen in Österreich. IIBW – Institut für Immobilien, Bauen und Wohnen GmbH & Umweltbundesamt Österreich, im Auftrag von Verbänden der Bauprodukteindustrie. Wien 2023. Download ohne ISBN.
- Kurzstudie „Bedarf an leistbarem Wohnbau in Wien“. IIBW – Institut für Immobilien, Bauen und Wohnen GmbH. Im Auftrag der Initiative „Mehr leistbaren Wohnraum schaffen“. Wien 2023. Download ohne ISBN.
- mit Christian Struber: Österreichisches Wohnhandbuch 2023. 11. Auflage. (Wien: Linde Verlag). Wien 2023. ISBN 978-3-7073-4810-1.
- mit Guntram Preßmair: Bauteilaktivierung für mehr Energieflexibilität am Strommarkt. In: TGA Planer Jahrbuch Österreich. Wien 2023. Download ohne ISBN.
- mit Guntram Preßmair: Coupling of real estate and energy sector. In: Housing Finance International, autumn 2023 edition. Wien 2023. Download ohne ISBN.
- Klimaschutz und Föderalismus – die Potenziale der Wohnbauförderung. In: Peter Bußjäger/Mathias Eller (Hrsg.): Klimaschutz und Föderalismus. Band 139 der Schriftenreihe des Institut für Föderalismus. Innsbruck 2023. ISBN 978-3-7003-2303-7.
- mit Helmut Puchebner: Innovation bei der Mietpreisregulierung. In: OVI-News 3/2023. Wien 2023.  Download ohne ISBN.
- mit Walter Fuchs: Ceterum Censeo. Beiträge von Helmut Puchebner zur Wohnungspolitik in Österreich 2004–2022. IIBW – Institut für Immobilien, Bauen und Wohnen GmbH, Wien 2023, ISBN 978-3-902818-34-8.
- mit Guntram Preßmair: Right2Plug – Umsetzung. Forschungsvorhaben mit Förderung des Klima- und Energiefonds, Ausschreibung "Zero Emission Mobility", 5. Call. IIBW – Institut für Immobilien, Bauen und Wohnen GmbH Studie in Kooperation mit e7 – energy innovation & engineering" und HERRY Consult GmbH. Wien 2024.  Download ohne ISBN.
- mit Oleksandr Anisimov, Julie Lawson, Alexis Mundt und Igor Tyshchenko: Housing for the Common Good: Sustainable Governance from European Best Practice for recovery in Ukraine. Austrian contribution to the “New European Bauhaus” Rebuild Ukraine Initiative. Research project commissioned by the Bundesministerium für Klimaschutz, Umwelt, Energie, Mobilität, Innovation und Technologie – Austrian Federal Ministry for Climate Action IIBW – Institut für Immobilien, Bauen und Wohnen GmbH. Wien 2024. Download ohne ISBN .
- mit Christian Struber: Österreichisches Wohnhandbuch 2024. 12. Auflage. (Wien: Linde Verlag). Wien 2024. ISBN 978-3-7073-5003-6.